# Grafmonument Ragay
Het grafmonument Ragay op de Algemene Begraafplaats Kerkhoflaan in de Nederlandse stad Den Haag is een rijksmonument.

## Achtergrond
De militair Pieter Agnisius Ragay (1769-1830) werd wegens zijn verdiensten door Willem I benoemd tot thesaurier van het Koninklijk Huis. Nadat Pieter Ragay ongetrouwd en kinderloos overleed, liet zijn neef David Ragay (1772-1850) door de Duitse beeldhouwer Eduard Schmidt von der Launitz een grafmonument maken. De eveneens ongehuwd gebleven David Ragay, die Pieter was opgevolgd als thesaurier, werd na zijn overlijden zelf in het graf bijgezet.

## Beschrijving
Het monument bestaat uit een mausoleum in neoclassicistische stijl, dat doet denken aan een sarcofaag of tempeltje. Aan de voorzijde is het wapen van de familie Ragay aangebracht. Een reliëf toont de deugden Geloof, Hoop en Liefde. Verder is het monument eenvoudig gehouden, op een aantal rouwtekens na, zoals gedoofde fakkels en de ouroboros. Op de korte zijden zijn grafschriften aangebracht ter herinnering aan de beide overledenen: 

TER GEDACHTENIS
AAN PIETER AGNISIUS RAGAY
GEBOREN TE GRAVE DEN 12 OCTOBER 1769
VOOR DEN JARE 1795
AUDITEUR GENERAAL
BIJ DER STATEN LEGER TE VELDE
GEDURENDE DE VERDRUKKING ZIJNS VADERLANDS
IN BALLINGSCHAP;
NA DEN JARE 1813
RIDDER DER THESAURIER VAN HET HUIS DES KONINGS
OVERLEDEN TE 'S GRAVENHAGE
DEN 5 APRIL 1830
HIJ WAS STANDVASTIG, BRAAF, WELWILLEND, ZACHT VAN AARD
DEN KONING STEEDS GETROUW EN ZIJN VERTROUWEN WAARD

HIER RUST OOK
DAVID RAGAY
IN LEVEN
KOMMANDEUR DER ORDE VAN DEN NEDERLANDSCHEN LEEUW
RIDDER MET DE STER VAN DIE DER EIKENKROON
THESAURIER DER HUIZEN
VAN H.H.M.M. DEN KONINGEN WILLEM I, II EN III
GEBOREN TE GRAVE
DEN 10 OCTOBER 1772
OVERLEDEN TE 'S GRAVENHAGE DEN 10 JULIJ 1850
TOEN NEDERLAND WERD VERNIELD DOOR TWEEDRAGT EN GEWELD,
TROK HIJ, MET BRIT EN RUS, AAN HOLLANDSE KUST TER VELD,
EN STREED VOOR ORDE EN REGT, AAN TAAG EN ZEEUWSCHE STROOMEN,
ZAL EINDLIJK, TOT 'S LANDS HEIL, ORANJE WEDERKOMEN,
EN DIENDE ZESTIG JAAR DAT ROEMRIJK HUIS EN 'T LAND-
ZACHT STIERF HIJ IN 'T GELOOF AAN GODS VERZOENINGSPAND

## Waardering
Het grafmonument werd in 1994 in het Monumentenregister opgenomen vanwege het "cultuurhistorisch en typologisch belang als gaaf bewaard voorbeeld van een mausoleum in neo-classicistische stijl".